# Agnès Thurnauer
Pour les articles homonymes, voir Thurnauer.
Agnès Thurnauer, née le 28 avril 1962 à Paris, est une artiste contemporaine franco-suisse. Elle s'intéresse au langage pictural. Entre le langage et l'art, le texte paraît un important outil non seulement de la création mais aussi de la communication et de l’interprétation.

## Biographie
Diplômée de l’École nationale supérieure des arts décoratifs en 1985, Agnès Thurnauer a bénéficié d’une formation en cinéma et vidéo qui contribue à sa vision très élargie de la pratique essentiellement picturale.
Elle vit à Paris et travaille à Ivry-sur-Seine.

## Œuvre et parcours artistique
Agnès Thurnauer crée en 2007 ses Portraits Grandeur Nature, une série de tondos (120 cm de diamètre) en résine et peinture epoxy affichant le nom d'artistes connus, principalement masculins, féminisés, qui contribue à la faire connaître du grand public. Ainsi Marcel Duchamp est rebaptisé « Marcelle Duchamp » et Andy Warhol devient « Annie Warhol ». Certaines exceptions confirment la règle de cette hégémonie masculine, comme « Louis Bourgeois », portrait inversé de Louise Bourgeois.
L'œuvre aborde la question de la représentation des femmes dans l'art, au sens propre et au sens figuré, et du nom patronymique comme forme.
En 2007, également, elle amorce une série de petits diptyques appelée Prédelles (en référence aux prédelles de la peinture religieuse). Le mot est découpé en syllabes et placé en haut du format, comme une traversée d’une toile à une autre, offrant aux visiteurs une mise en tension de l’image par le langage.
L'œuvre Matrice/sol, créée en 2012, est composée de moules de lettres fabriquées en plâtre puis en résine. Les lettres en volume creux forment une matrice qui a pour but de démontrer que l'art implique une interprétation variable.Matrice est ouverture d’un espace potentiel. Comme pour les peintures d’Agnès Thurnauer, cette installation est une géographie qui permet une « promenade physique qui élabore un sens », car « le langage est plus un espace qu’un outil » comme le signifie Roland Barthes dans S/Z, (collection « Tel Quel », Paris, 1970) "Lire, en effet, est un travail de langage. Lire, c’est trouver des sens, et trouver des sens, c’est les nommer. »
L'exposition "Now when then, de Tintoret à Tuymans" au Musée des Beaux-Arts de Nantes, en 2014, s'articule autour de dix tableaux, une sélection de portraits où l'artiste dialogue avec les peintres. "Culottée, Agnès Thurnauer défie la peinture et son genre" commente la critique d'art Alexia Guggémos.
Le musée de l'Orangerie à Paris a invité Agnès Thurnauer à investir le musée de façon pérenne, en octobre 2020, avec une série d'assises sculpturales, appelées Matrices chromatiques. Réalisée en aluminium brossé, l'installation forme le mot "Chromatiques", tels des Nymphéas de langage. L’œuvre symbolise l’idée d’une diffraction des Nymphéas à l’échelle du bâtiment.

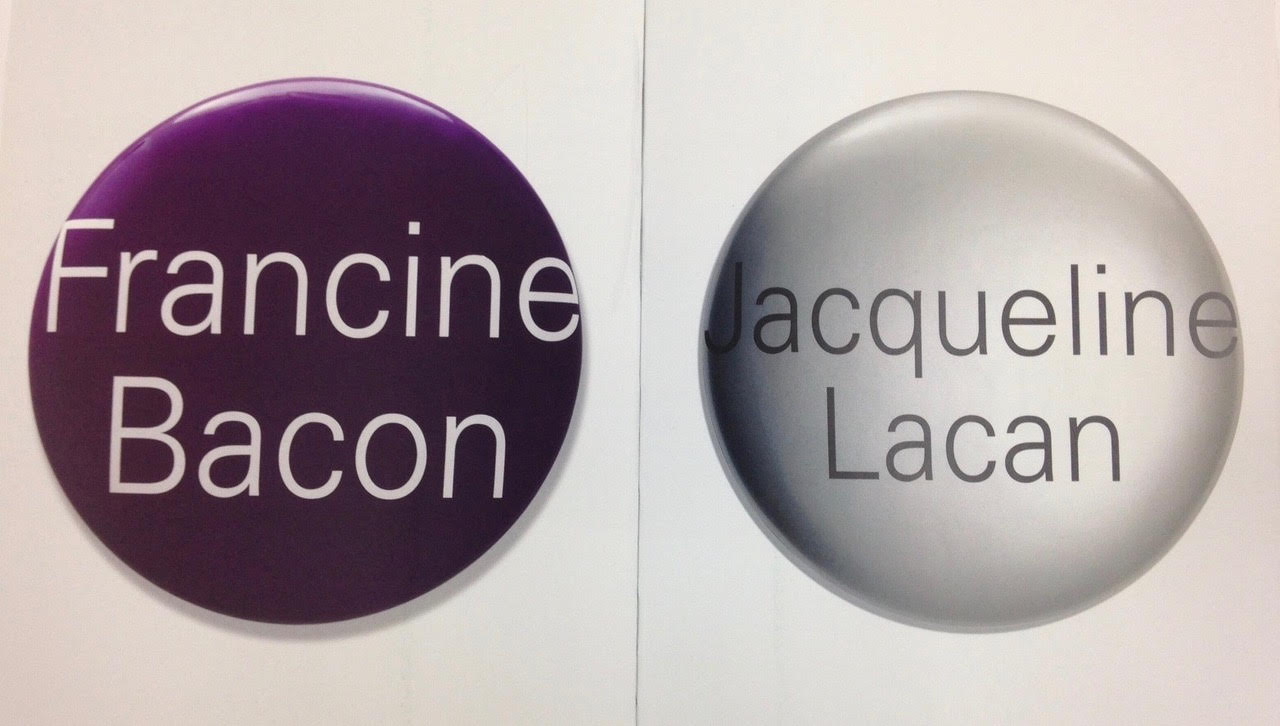
Portraits grandeur nature

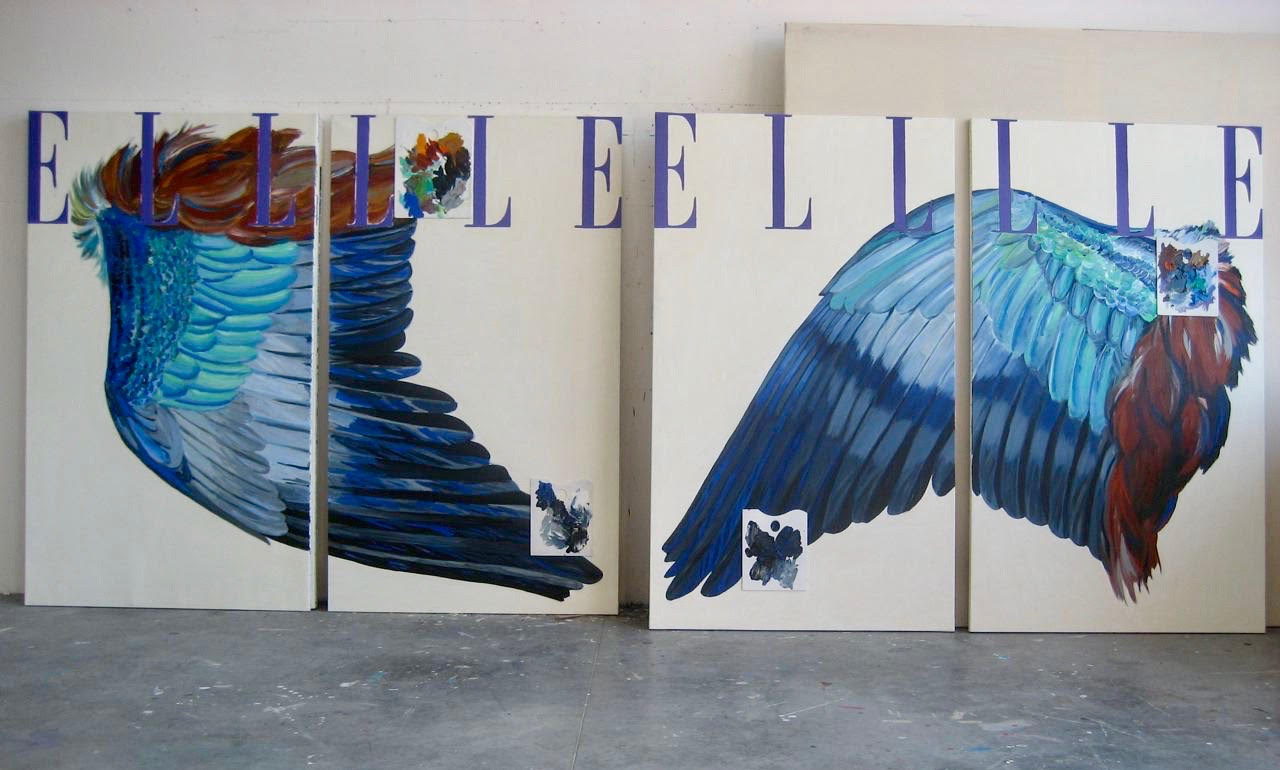
Grandes Prédelles Rainbow Elbow (2008)

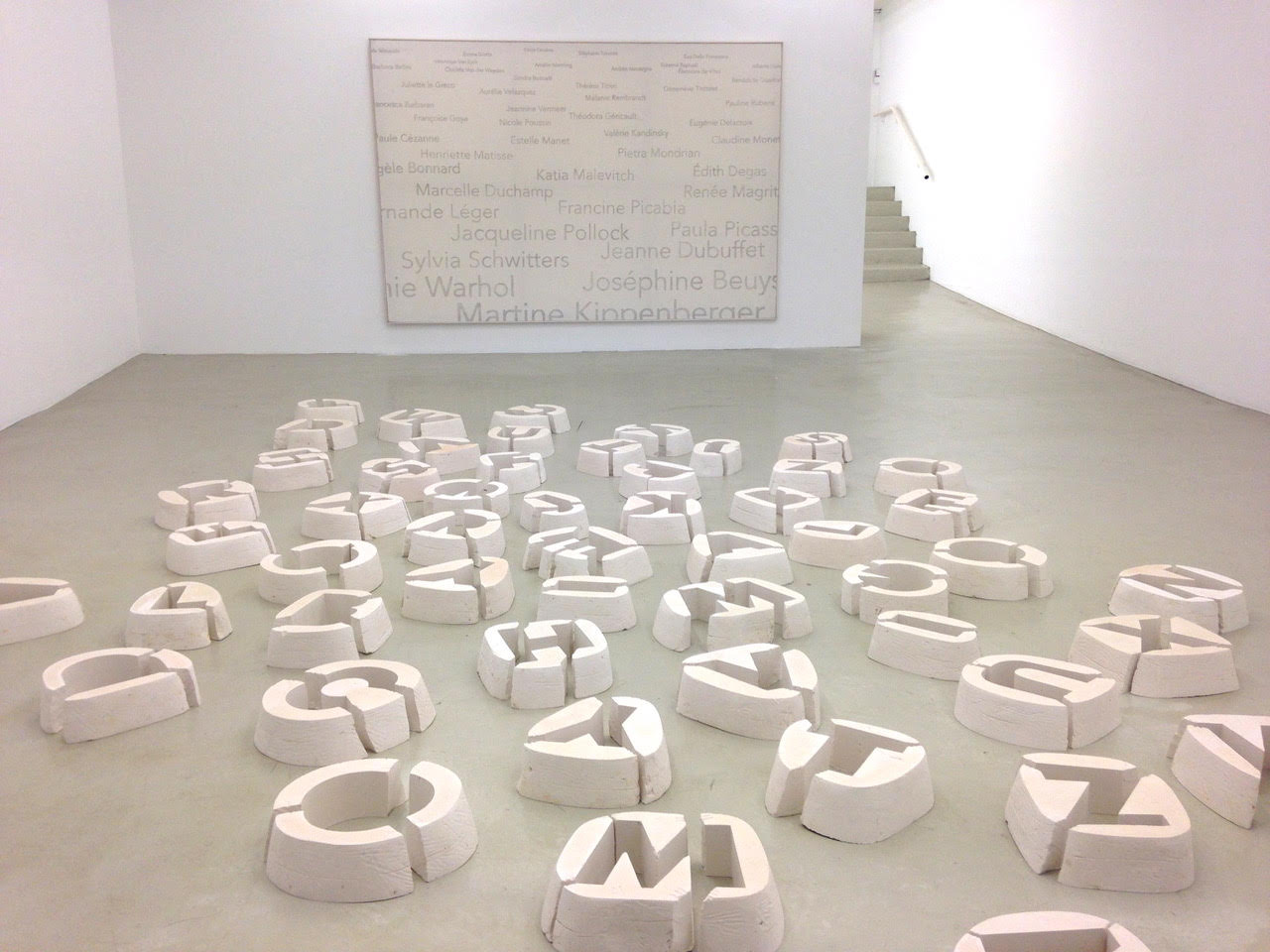
Matrice/sol (2012)

### La peinture en tant que langage
Thurnauer interroge l'actualité et la pertinence de la peinture aujourd'hui, et la question du dispositif pictural est centrale dans son travail, y compris dans ses développements en trois dimensions. Elle décrit la peinture comme 

« une interlocutrice active — ni une surface où déposer une figure, ni un espace où laisser une configuration à regarder de l'extérieur. »

Selon elle, la peinture est à la fois un médium historique et un moyen de se confronter à sa propre intemporalité.

## Expositions (sélection)

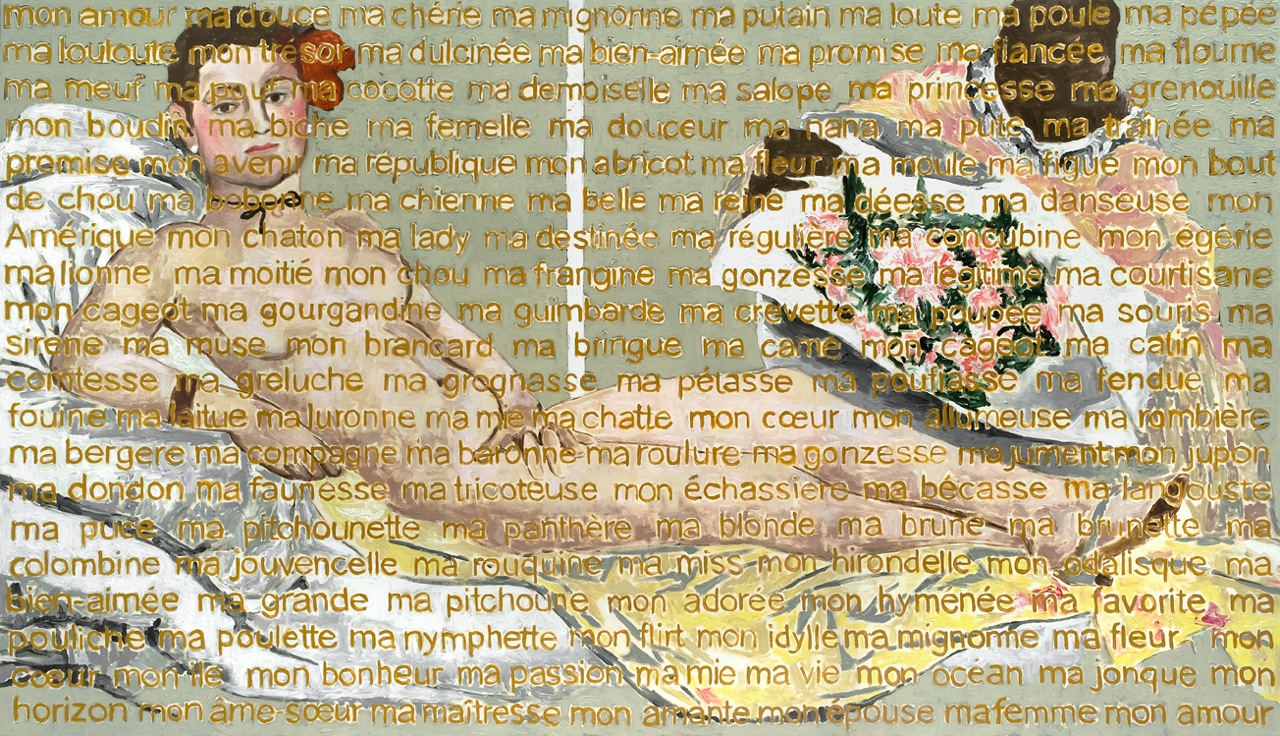
Olympia #2 (2012).

### Expositions personnelles
- 2001 : Pour en venir au monde[15], Le Crédac, Ivry-sur-Seine
- 2003 : Les circonstances ne sont pas atténuantes, Palais de Tokyo, Paris
- 2003 : Maintenant avant après, galerie Ghislaine Hussenot, Paris
- 2004 : Don't pretend you've never heard of it, Springhornhof, Neuekirchen, Allemagne
- 2005 : I will survive, Wim Reiff Gallery, Maastricht, Pays-Bas
- 2006 : Around a round, galerie Ghislaine Hussenot, Paris
- 2007 : Bien faite, mal faite, pas faite[16], S.M.A.K., Gand, Belgique
- 2008 : Portraits grandeur nature[17], galerie Anne de Villepoix, Paris
- 2009 : Thurnauer à Angers[18], musée des beaux-arts d'Angers
- 2010 : May I? Philippe Méaille présente le travail d'Agnès Thurnauer[19], Villa Emerige, Paris
- 2011 : Manifestement[20], espace d'art contemporain André Malraux, Colmar
- 2011 : Sujet, verbe et compléments[21], Immanence, Paris
- 2014 : Figure libre[22], Le Radar, centre d'art contemporain, Bayeux
- 2014 : Now When Then - de Tintoret à Tuymans[23], musée des beaux-arts de Nantes, Nantes
- 2014 : Sleepwalking[24], galerie de Roussan, Paris
- 2015 : You[25], Jesus College, Cambridge University, Cambridge
- 2016 : Une histoire de la peinture[26], Château de Montsoreau-Musée d'art contemporain
- 2020 : 
  - Matrices chromatiques, Musée de l'Orangerie, Paris[27]
  - Land & Language, Fondation Thalie, Bruxelles[28]
  - La traverser, Galerie Michel Rein, Paris[29]
- 2021 : Rrose c'est la life, centre d'Art contemporain Bouvet Ladubay, Saumur[30]
- 2022 : 
  - A comme Boa, Musée LaM, Villeneuve-d'Ascq[31],[32]
  - How deep is your love ? Galerie Michel Rein, Bruxelles[33]
  - Près d'elle, Librairie Galerie Métomorphose[34]

### Expositions collectives
- 2004 : Foire internationale d'art contemporain, galerie Ghislaine Hussenot, Paris
- 2005 : Biennale de Lyon[35]
- 2006 : Notre histoire...[3], Palais de Tokyo, Paris
- 2009 : elles@centrepompidou[36], Centre Pompidou, Paris
- 2013 : Drawing Now[37], Carrousel du Louvre, Paris
- 2013 : Lunch with Olympia[38], Edgewood Gallery, Yale School of Art, États-Unis
- 2013 : Jardin de langage, Fondation Poppy et Pierre Salinger, Thor
- 2013 : Elles: Mulheres artistas na coleção do Centro Pompidou[39],[40], CCBB, Rio de Janeiro
- 2014 : G I R L[41], galerie Emmanuel Perrotin, Paris
- 2014 : Drawing Now[42], Carreau du Temple, Paris
- 2014 : A bitter sweet legacy[43], galerie de Roussan, Paris
- 2014 : Cet obscur objet du désir - Autour de l'Origine du monde[44], musée Gustave Courbet, Ornans
- 2017: In Edenia, a city of the future, centre Yermilov, Kharkiv, Ukraine
- 2017: Sculpture in the Close- Jesus College, Cambridge
- 2021 : Napoléon encore ! Musée de l'armée, Paris[45]